# HMS Vittoria (1917)
«Вітторіа» (англ. HMS Vittoria (1917) — військовий корабель, ескадрений міноносець «Адміралті» типу «V» Королівського військово-морського флоту Великої Британії за часів Першої світової війни.
«Вітторіа» був закладений у 1916 році на верфі компанії Swan, Hunter & Wigham Richardson у Волсенді. Наступного року він був спущений на воду, а 29 жовтня 1917 року увійшов до складу Королівських ВМС Великої Британії.
Брав участь у Першій світовій війні та в операції ВМФ Великої Британії на Балтиці під час Громадянської війни в Росії. 1 вересня 1919 року торпедований більшовицьким ПЧ «Пантера» та затонув поблизу острову Сескар у Фінській затоці.

## Історія
Корабель увійшов до складу флоту в останні дні Першої світової війни і тому в бойових діях участі не брав.
У 1919 році есмінець «Вітторіа» включили до складу Балтійської ескадри, яка в контексті операції Королівського ВМФ Великої Британії у Балтійському морі «Червоний шлях», прибула для підтримки молодих незалежних держав Естонії, Латвії і Білого Руху в Росії в ході Громадянської війни в Росії.
31 серпня 1919 року о 16 годині підводний човен «Пантера» під командуванням лейтенанта А. Н. Бахтіна виявив британські есмінці «Вітторіа» та «Ебдіель», які стали на якір біля острова Сескар. О 21:16 «Пантера» з відстані 5 каб. випустив в один із есмінців з інтервалом у 30 секунд дві торпеди. Перша з них пройшла повз ціль, друга — влучила у «Вітторію».
Після потужного вибуху есмінець сильно нахилився, огорнувся хмарою диму та пари й протягом 5 хвилин затонув, загинуло 8 членів екіпажу. «Ебдіель» обстріляв перископ підводного човна, а потім зайнявся порятунком екіпажу «Вітторії».